# Choromany
Choromany – wieś sołecka w Polsce położona w województwie mazowieckim, w powiecie ostrołęckim, w gminie Troszyn.
Wierni Kościoła rzymskokatolickiego należą do parafii św. Bartłomieja Apostoła w Troszynie.

## Historia
Wieś szlachecka położona była w drugiej połowie XVI wieku w powiecie ostrołęckim ziemi łomżyńskiej. 
W Słowniku Geograficznym Królestwa Polskiego i innych krajów słowiańskich znajdujemy następujące informacje:

Choromany-Zabielne, wieś, powiat ostrowski, gmina i parafia Troszyn. W 1827r. było 23 domy i 144 mieszkańców, obecnie 33 domy, 286 mieszkańców drobnej szlachty i 816 morg obszaru.

W latach 1921–1936 wieś leżała w województwie białostockim, w powiecie ostrołęckim, w gminie Troszyn.
Według Powszechnego Spisu Ludności z 1921 roku wieś zamieszkiwało 279 osób, 270 było wyznania rzymskokatolickiego a 9 mojżeszowego. Jednocześnie wszyscy mieszkańcy zadeklarowali polską przynależność narodową. Były tu 43 budynki mieszkalne . Miejscowość należała do parafii rzymskokatolickiej w Troszynie. Podlegała pod Sąd Grodzki w Ostrołęce i Okręgowy w Łomży; właściwy urząd pocztowy mieścił się w Troszynie.
W wyniku agresji III Rzeszy na Polskę we wrześniu 1939 wieś znalazła się pod okupacją niemiecką i do wyzwolenia weszła w skład Landkreis Scharfenwiese, Regierungsbezirk Zichenau III Rzeszy.
W latach 1975–1998 miejscowość administracyjnie należała do województwa ostrołęckiego.